# Claude N'Goran
Claude N'Goran (Adzopé, 18 maart 1975) is een voormalig professioneel tennisser uit Ivoorkust. Hij vertegenwoordigde zijn vaderland op de Olympische Spelen van 1996 in Atlanta. Aan de zijde van zijn oudere broer Clement N'Goran verloor hij daar in de tweede ronde van het Nederlandse koppel Jacco Eltingh en Paul Haarhuis.